# Roussayrolles
Roussayrolles – miejscowość i gmina we Francji, w regionie Oksytania, w departamencie Tarn.
Według danych na rok 1990 gminę zamieszkiwało 66 osób, a gęstość zaludnienia wynosiła 12 osób/km² (wśród 3020 gmin regionu Midi-Pireneje Roussayrolles plasuje się na 997. miejscu pod względem liczby ludności, natomiast pod względem powierzchni na miejscu 1450.).